# Văn Hối (báo Thượng Hải)
Báo Văn Hối (tiếng Trung: 文汇报; bính âm: Wén Huì Bào) là một nhật báo tin tức tiếng Trung xuất bản tại Thượng Hải.

## Lịch sử
Văn Hối báo được thành lập tại Thượng hải vào năm 1938 bởi những người cánh tả. Trong thập kỷ sau, tờ báo đã hai lần phải đóng cửa vì khuynh hướng chính trị của mình.
Đầu năm 1956, Văn Hối báo đã bị buộc phái chuyển tới Bắc Kinh và đổi tên thành "Giáo Tân báo" sau khi bắt đầu chiến dịch Trăm hoa đua nở, tuy nhiên, tờ báo vẫn được cho phép phát hành dưới tên cũ từ ngày 1 tháng 10 năm 1956. Văn Hối báo từng là một trong những tờ báo thẳng thắn nhất trong thời kỳ Trăm hoa đua nở, nhưng sau đó đã bị Mao Trạch Đông trừng phạt vào tháng 7 năm 1957.
Trong những năm 1960, Báo Văn Hối đã trở thành một phương tiện để đăng các bài xã luận của Mao Trạch Đông, vào cuối năm 1965 nó đã được sử dụng bởi những người Thượng Hải cánh tả xung quanh Giang Thanh và Trương Xuân Kiều để làm công cụ tấn công nhà văn Ngô Hàm. Vào tháng 4 năm 1967,tờ báo đã bị Hồng vệ binh chiếm giữ.
Trong những năm 1980, báo Văn Hối lại nổi lên, tờ báo đã khuấy động giới trí thức váố lượng phát hành tăng lên một cách đáng kinh ngạc. (1,8 triệu bản). Năm 1998, trong làn sóng thành lập các tập đoàn truyền thông do chính phủ hỗ trợ, Báo Văn Hối và Tân Dân Vấn báo (báo buổi tối) đã sáp nhập với nhau thành Tập đoàn Báo chí Liên Hiệp Văn Hối-Tân Dân, là tập đoàn báo chí lớn thứ hai tại Trung Quốc sau Tập đoàn Báo chí Quảng Châu Nhật báo về doanh thu quảng cáo. Trong những năm gần đây, vị trí này đanh bị các tập đoàn khác cạnh tranh mạnh mẽ